# 吉沢伊織
吉沢 伊織（よしざわ いおり、8月29日 ）は、元川崎ロック座所属ダンサー。2005年5月1日、川崎ロック座でデビュー。2015年12月30日、川崎ロック座で卒業。
身長157cm、スリーサイズはB84cm(C)・W57cm・H88cm、血液型はO型。おとめ座。

## 人物
- 好きなもの：あまいもの、ケーキ、和菓子全般、甘栗、お茶、お水、おにぎり、栄養ドリンク、 お弁当、ケンタッキー、唐揚げ、フルーツ、お花
- 嫌いなもの：お刺身（生っぽいものすべて）、きのこ類
- 集めているもの：キティちゃんグッズ、シール、いおりんグッズ、コスプレ（ポラ着）、いおりん隊員
- 性格：天真爛漫、ちょっとヌケてる、すごーくえっち、プリチー、超甘えん坊
- ニックネーム：いおりん
- チャームポイント：くりくりおめめ、スマイル、おしりん
- 愛犬：もこ（トイプードル♂）

## 演目リスト
2005年
1.デビュー作
2.小悪魔
3.浅草オリジナル（浅草I）
2006年
4.おてんばあんみつ姫
5.春の風
6.すいーとえんじぇる（1周年作）
7.浅草の青い鳥（浅草II）
8.情熱の花
9.ステージとYシャツといおりん
10.アラビアン（浅草III）
2007年
11.小春日和恋歌
12.浅草オリジナル（浅草IV）
13.大河（2周年作）
14.魔法使い
15.Tropical Carnival
16.ジャンヌ・ダルク
17.浅草オリジナル[チーム（いおここにゃんず）ステージ]（浅草V）
2008年
18.男と女〜すれ違い〜
19.ぴちょんくん（3周年作）
20.夏限定作
21.ミッキー＆ミニー[チームステージ]
22.春夏秋冬
23.ショーガール
2009年
24.情熱の花II
25.久遠（4周年作）
26.Cats'Eye
27.カナリア
28.冬の贈り物
2010年
29.百花繚乱
30.真紅の糸（5周年作）
31.Sky Dream
2011年
32.光のさすほうへ
33.巫女さん
34.Ocean（6周年作）
35.ICE×愛す。
36.祈り
2012年
37.虹になりたい
38.あずみ（7周年作）
39.あいあい傘
40.今イキルコト
2013年
41.桜の記憶
42.ハナミズキ（8周年作）
43.3 Peace[チームステージ]
44.祭り
45.初恋
46.美ら海
47.冬物語
2014年
48.夢幻
49.パレード（9周年作）
50.鶴の恩返し
2015年
51.BLUE
52.懐メロ
53.オルゴールの調べ（10周年作）
54.蕨限定作（仮）
55.Last Message